# San Giuseppe col Bambino (Reni Milano)
San Giuseppe col Bambino è un dipinto del pittore bolognese Guido Reni realizzato circa nel 1625-1630 e conservato nel Museo diocesano a Milano.
In seguito Reni si cimentò altre volte con questo soggetto: molto celebre il quadro oggi a San Pietroburgo, da ricordare pure quello conservato a Houston. Del quadro milanese esistono peraltro diverse copie, anche di buona fattura.